# Sinar Sari (Kelapa)
Sinar Sari is een plaats in het bestuurlijke gebied Bangka Barat in de provincie  Bangka-Belitung, Indonesië. De plaats telt 1301 inwoners (volkstelling 2010).